# Гафіч Володимир Петрович
Володи́мир Петро́вич Га́фіч (1 серпня 1981 — 13 серпня 2014) — сержант Збройних сил України, учасник російсько-української війни.

## Життєвий шлях
Народився 1981 року в селі Тихий Великоберезнянського району. 1991 родина переїздить до села Воровське (нині Слобожанське) Близнюківського району. 1998 року закінчив у тому ж районі Кіровську ЗОШ.
У травні 2014-го за контрактом вступив до лав ЗСУ. Командир відділення, 128-та окрема гірсько-піхотна бригада.
13 серпня 2014-го загинув під час обстрілу терористами з БМ-21 «Град» блокпосту підрозділів бригади поблизу смт Георгіївки.
Без Володимира залишились мама, брат та сестра.
Похований в селі Слобожанське (Близнюківський район, Харківщина).

## Нагороди та вшанування
За особисту мужність і героїзм, виявлені у захисті державного суверенітету та територіальної цілісності України, вірність військовій присязі під час російсько-української війни, відзначений — нагороджений
- орденом «За мужність» III ступеня (посмертно)
- нагрудним знаком «За оборону Луганського аеропорту» (посмертно)
- У селі Тихий є вулиця названа його іменем.[1]
- Вшановується 13 серпня на щоденному ранковому церемоніалі вшанування українських захисників, які загинули цього дня у різні роки внаслідок російської збройної агресії[2].
- Його портрет розміщений на меморіалі «Стіна пам'яті полеглих за Україну» у Києві: секція 2, ряд 4, місце 39.